# Эрбандейл
Эрбандейл (англ. Urbandale) — город в округе Полк в Айове в Соединённых Штатах Америки; в XXI веке некоторые городские здания, по договорённости с местными властями, стали строиться в соседнем округе Даллас.
По данным переписи 2020 года население Эрбандейла составило 45 580 человек, показав заметный рост с 2010 года (39 463). Город находится в северо-западной части столичного статистического района Де-Мойн.

## История
Эрбандейл был официально зарегистрирован в качестве города 16 апреля 1917 года. В первые года город был трамвайным пригородом Де-Мойна с четырьмя угольными шахтами. Он служил конечным пунктом так называемой «линии Эрбандейла» после того, как планы по строительству железной дороги от Де-Мойна до Вудворда были отменены из-за проблем с правом проезда.

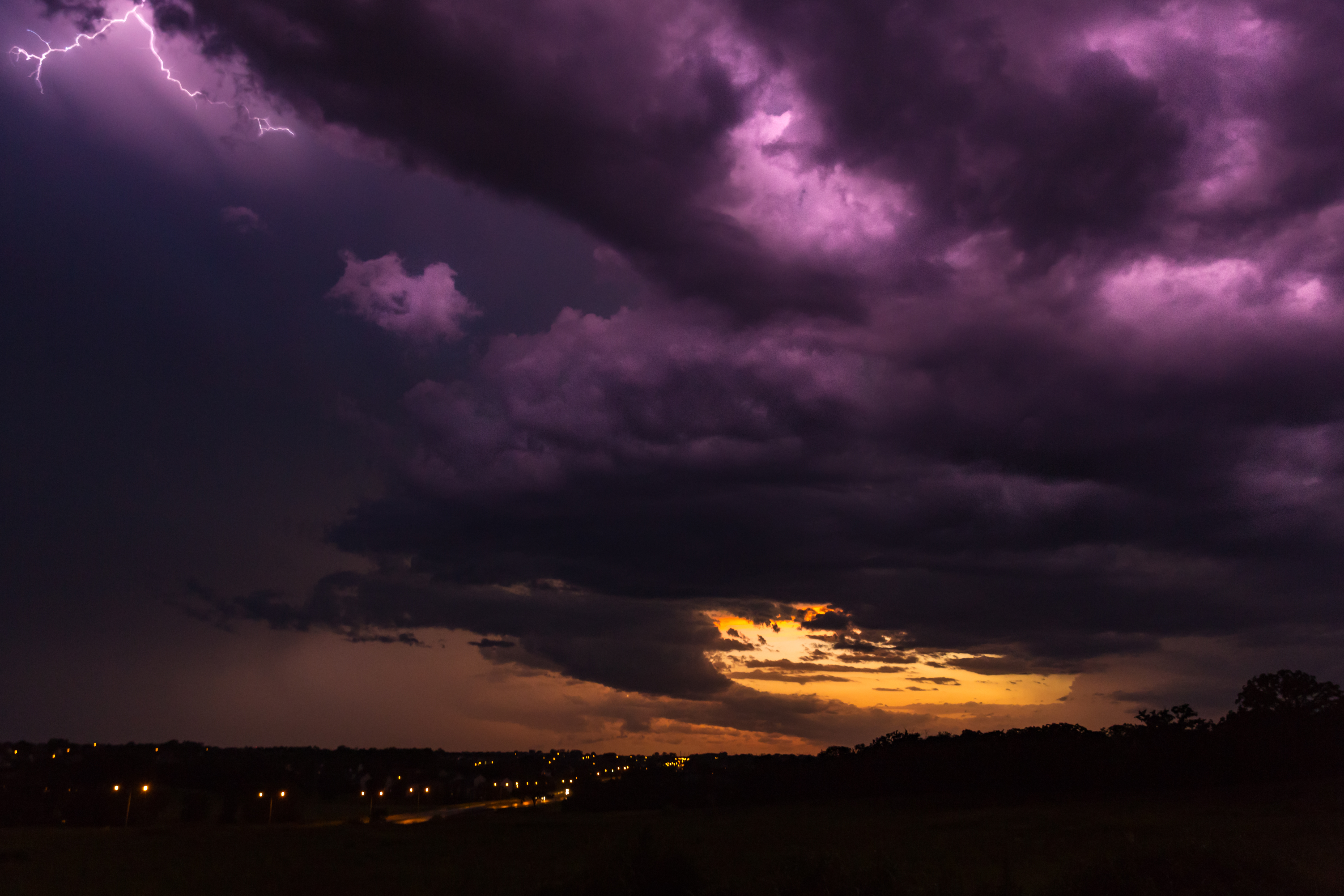
Ночной пейзаж Эрбандейла

Угольные шахты закрылись к концу 1940-х годов, а трамвайное сообщение прекратилось в 1951 году, но поскольку Эрбандейл расположен на пересечении межштатных автомагистралей I-35 и I-80, а также шоссе 141 штата Айова, поэтому он продолжает считаться важным транспортным узлом региона.
В 1920 году, вскоре после того, как город был инкорпорирован, в Эрбандейле проживало 298 человек, к 1950 году его население увеличилось более чем втрое и город продолжал быстро расти вместе с остальными пригородами Де-Мойна. К 1970 году в Эрбандейле проживало уже 14 434 человека, а в 2000 году — 29 072 человека. Хотя большая часть застроенной территории города находится в округе Полк, в последние годы Эрбандейл расширился на запад, в округ Даллас.
В 2012 году 44-й президент США Барак Обама провёл в Эрбандейле свой предвыборный митинг на исторической ферме сохранившейся до наших дней и являющаяся одной из главных достопримечательностей города и округа.

## География
По данным Бюро переписи населения США, общая площадь города составляет 21,94 квадратных миль (56,82 км2), из которых 21,92 квадратных миль (56,77 км2) — это суша и 0,02 квадратных мили (0,05 км2) — водная поверхность.